# Алегзандрия (Виргиния)

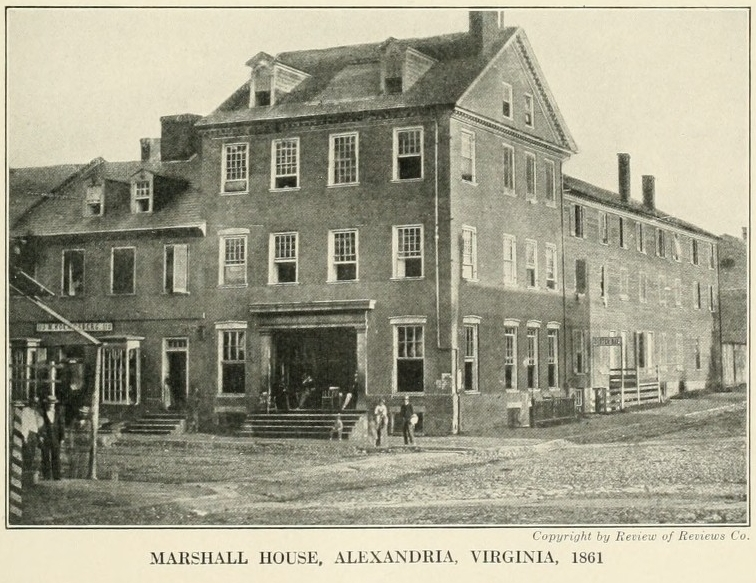
Маршалл-хаус, гостиница, над которой был поднят флаг Союза

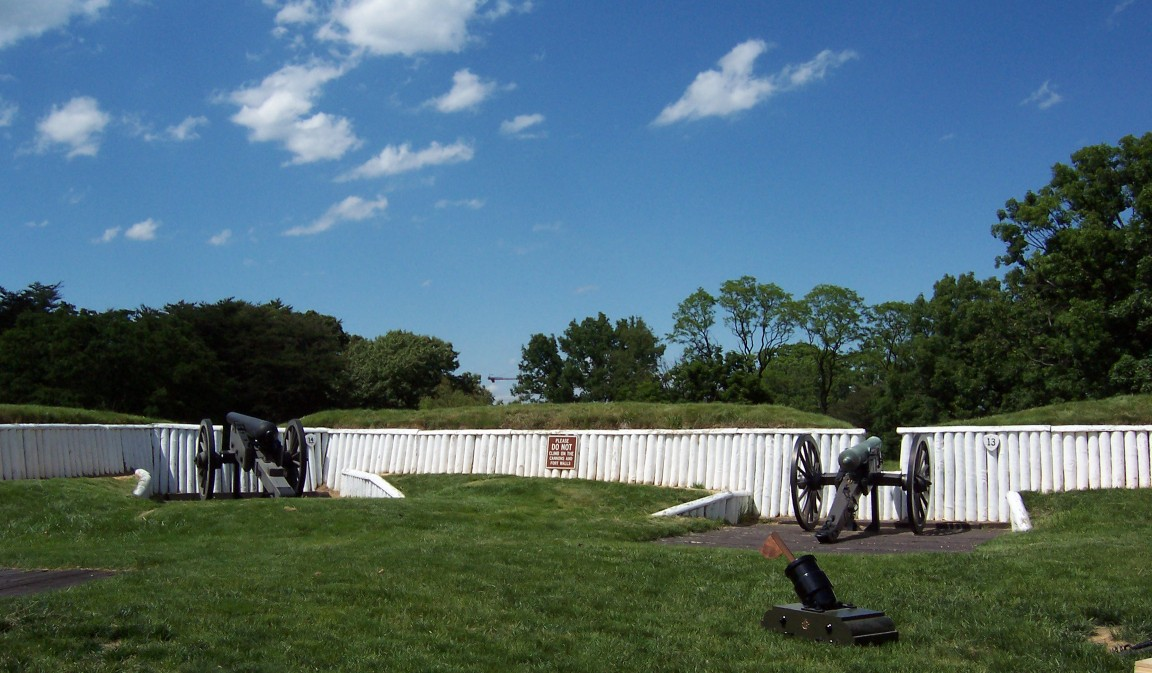
Парк-музей Гражданской войны «Форт-Ворд»

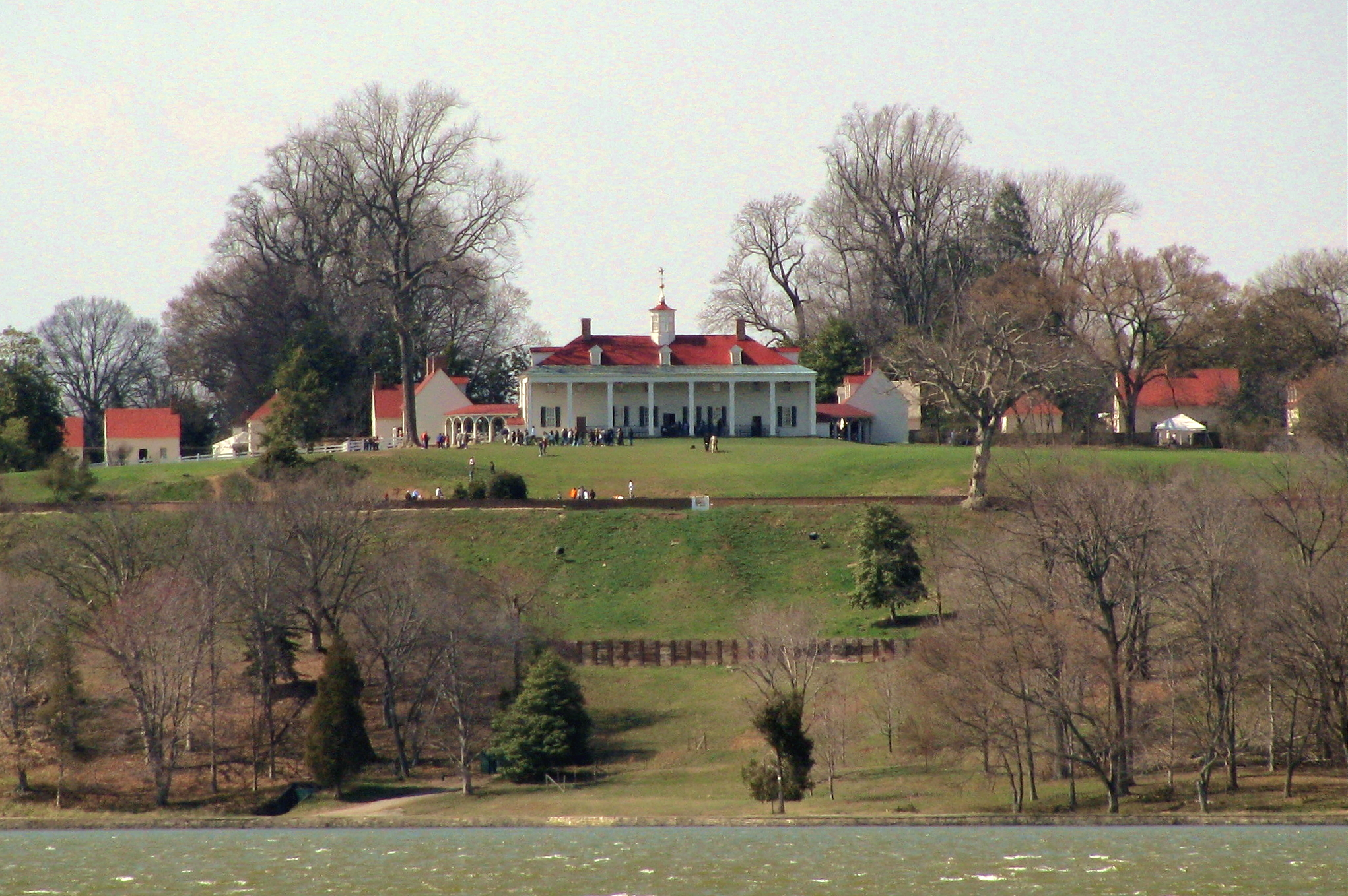
Поместье Маунт-Вернон

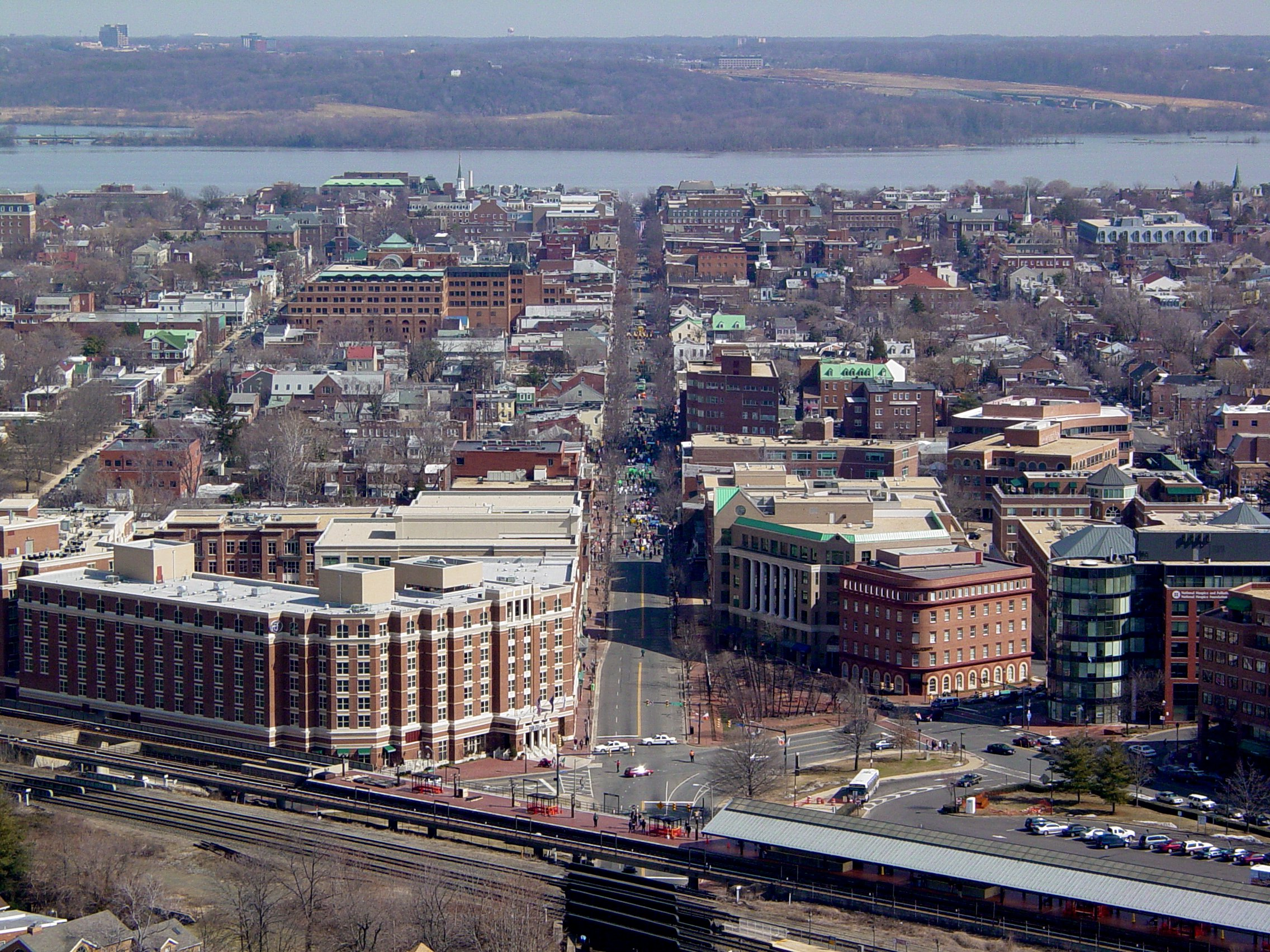
Алегзандрия. Старый город

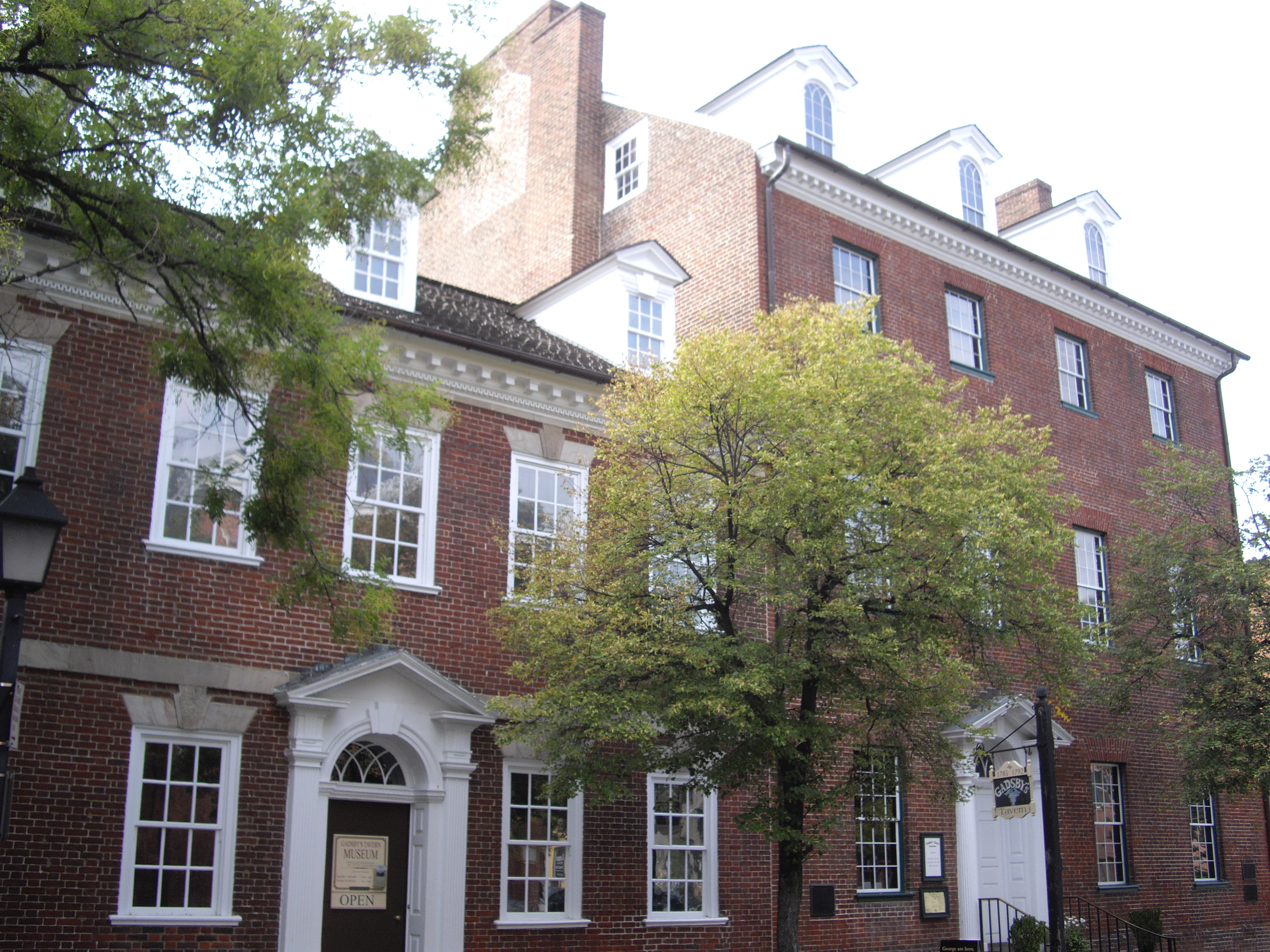
Таверна Готсби

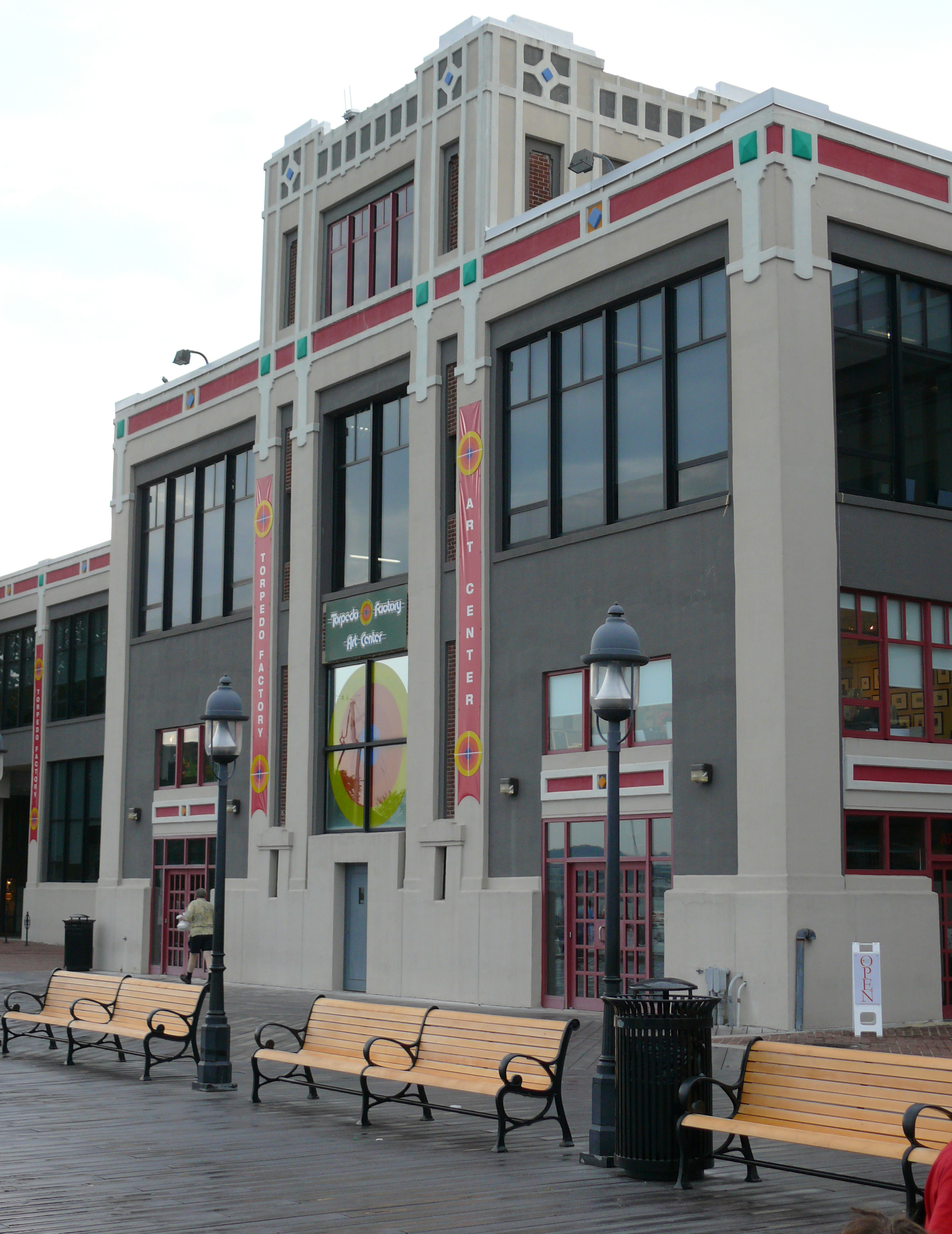
Центр искусств в здании торпедной фабрики

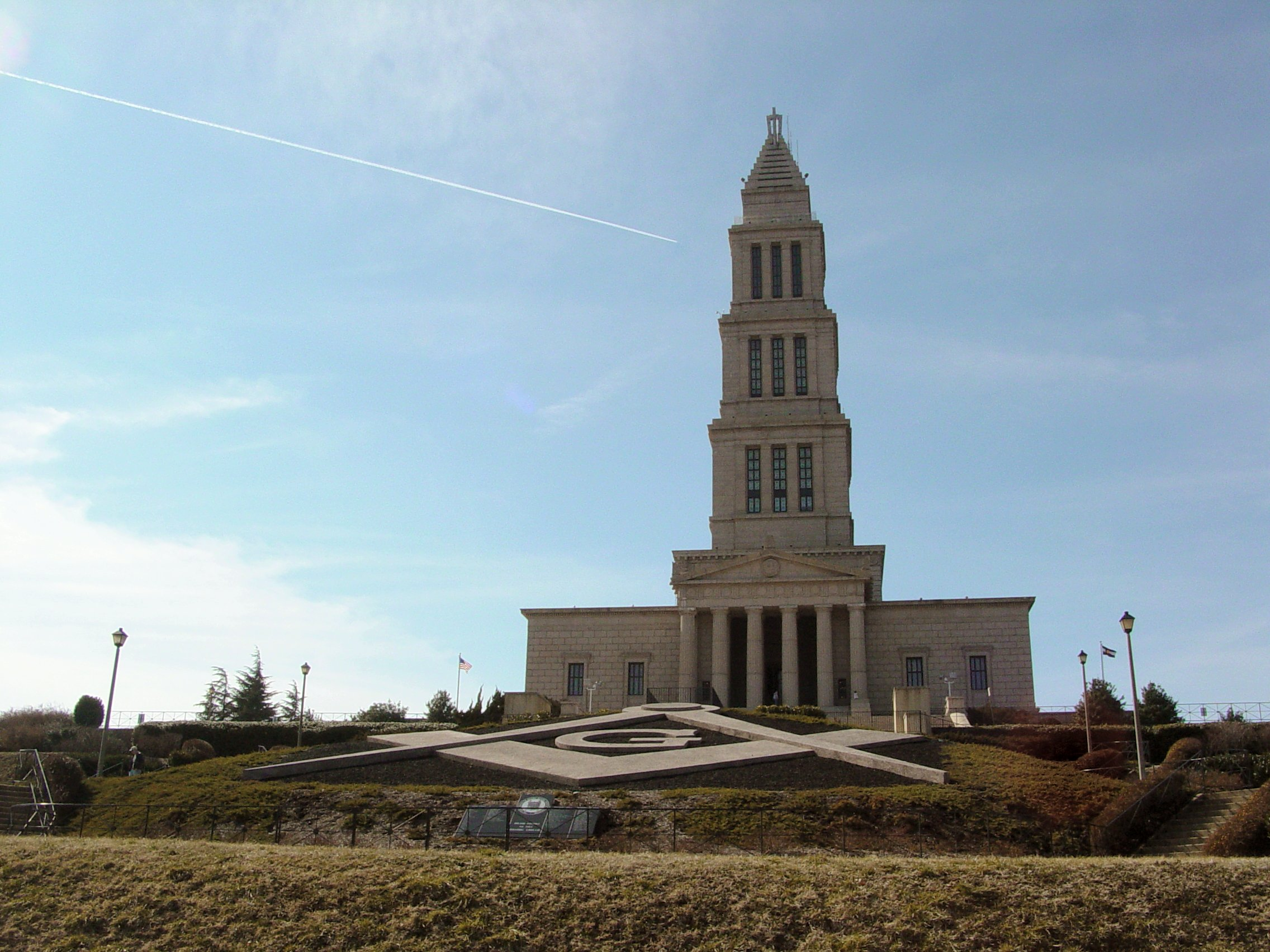
Масонский национальный мемориал Джорджа Вашингтона

Алегза́ндрия (Алекса́ндрия, англ. Alexandria) — город в штате Виргиния (США).

## Географическое положение
Алегзандрия лежит на западном берегу реки Потомак, в 10 км к югу от столицы США города Вашингтон.

## История
Первое поселение на месте современной Алегзандрии появилось в 1695 году и являлось английской колонией. Согласно закону Виргинии 1730 года весь табак, произведённый в колониях, должен был перед продажей проходить контроль на региональных складах. Один из таких складов находился недалеко от посёлка.
Со временем встала необходимость создания портового города — порта ввоза для иностранных судов и перевалочного пункта для навигации по реке Потомак вглубь страны. Капитан Филипп Александр II, владевший землями недалеко от табачного склада, и его кузен, капитан Джон Александр, выделили территорию для создания нового города, названного в честь них — Алегзандрия. 1 ноября 1748 года Лоуренс Вашингтон, член Палаты бюргеров от округа Фэрфакс, подал в Палату петицию с просьбой дать согласие на основание города. Летом 1749 года начались землемерные работы, в которых принял участие младший брат Лоуренса, Джордж Вашингтон.
Сами основатели назвали город Белхафен, в честь шотландского патриота Джона Гамильтона, II лорда Белхафена и Стэнтона, но это название, использовавшееся в лотереях для привлечения инвестиций, не прижилось. До 1779 года Алегзандрия оставалась необъединённой.
14 апреля 1755 года в доме Карлайла в Алегзандрии прошло совещание, как результат которого генерал Эдвард Брэддок предпринял свою трагически закончившуюся «Экспедицию Брэддока» для захвата французского форта Дюкен и других территорий в долине реки Огайо. В апреле 1755 года губернаторы Виргинии и провинций Мэриленд, Пенсильвания, Массачусетс и Нью-Йорк встретились для принятия решения о совместной акции против присутствия французов в Америке.
В 1785 году официальные представители Виргинии и Мэриленда встретились в Алегзандрии для обсуждения коммерческих отношений между двумя штатами. Конференция в Маунт-Верноне, фамильном поместье Джорджа Вашингтона, закончилась соглашением о мирной торговле и навигации по реке Потомак.
В 1791 году Алегзандрия была включена во вновь созданный Вашингтоном федеральный округ Колумбия и была возвращена Виргинии лишь в 1846 году, а в 1852 году вновь получила статус города.
В 1814 году, во время Англо-американской войны 1812—1814 годов, на Алегзандрию напал британский флот, город сдался без боя. По условиям капитуляции британцы получили от складов Алегзандрии муку, табак, хлопок, вино и сахар.
С 1828 по 1836 годы в Алегзандрии находился один из самых крупных невольничьих рынков страны. Ежегодно отсюда отправляли более тысячи рабов для работы на плантациях Миссисипи и Нового Орлеана.
Первые стычки между Севером и Югом во времена Гражданской войны в США произошли именно в Алегзандрии.
Менее чем через месяц после сражения за форт Самтер, 24 мая 1861 года, армия Союза вошла в Алегзандрию. Полковник Элмер Эллсворт отправился с небольшим отрядом захватить большой флаг Конфедерации, развевавшийся на крыше одного из местных отелей и видный из окон Белого дома. На обратном пути он был убит капитаном Джексоном, владельцем отеля, которого затем убили солдаты Эллсворта. Смерть Эллсворта, бывшего частым посетителем Белого дома, вызвала большие волнения на Севере, то же произошло и на Юге.
Алегзандрия оставалась занятой войсками Севера до конца Гражданской войны. Затем в городе находилась резиденция правительства Виргинии, известное также как «правительство Алегзандрии».
В зданиях Вирджинской семинарии и Епископальной высшей школы во время Гражданской войны располагались госпитали. Пули, портупеи и прочие предметы тех времён находили в округе даже в XX веке.
Чернокожие рабы южан с приходом северян бежали от своих хозяев в контролируемые ими территории. Алегзандрия и Вашингтон предлагали им не только убежище, но и работу. Поскольку они всё ещё являлись чьей-то собственностью до отмены рабства, им присваивался статус «беглого негра», чтобы избежать возвращения их хозяевам. Эти бывшие рабы обслуживали армию, становясь также и её солдатами. По данным статистики, в 1863 году население Алегзандрии составляло 18 000 человек, из них 10 000 человек переселилось сюда в течение 16 месяцев.
Чернокожее население Алегзандрии, состоявшее из беглых и вольноотпущенных негров, жило в бараках, часто в антисанитарных условиях. После того, как в феврале 1864 года умерло несколько сот негров, было открыто специальное кладбище. Сейчас на его месте будет разбит мемориальный парк.
Во время Первой мировой войны была построена торпедная фабрика. Сегодня она остаётся отличным примером успешной конверсии, став Центром искусств Алегзандрии и центром оживлённого прибрежного района с гаванью, магазинами, парками и аллеями, ресторанами, жилыми помещениями и офисами.
С 1988 года город быстро развивается. В Алегзандрии расположены многочисленные торговые компании, благотворительные и некоммерческие организации, а также штаб-квартиры таких известных организаций, как «Американская католическая благотворительность», «United Way of America», «Армия спасения», Military Professional Resources, Бюро по регистрации патентов и торговых марок США, Национальный зал славы изобретателей США, Future Farmers of America.
В 1999 году Алегзандрия отпраздновала своё 250-летие.

## Достопримечательности и культура

### Старый город
Старый город, занимающий восточную и юго-восточную часть Алегзандрии и набережную реки Потомак, является самой старой частью города, появившейся в 1749 году, и историческим районом. Здесь находятся старинные особняки, арт-галереи, антикварные магазины и рестораны, дом, где родился генерал Роберт Ли, Ли-Фендол-хаус, точная копия городского дома Джорджа Вашингтона, таверна Готсби, которую любил посещать Дж. Вашингтон, аптекарский магазин Стэблера-Ледбетера и Центр искусств в бывшей торпедной фабрике, на трёх этажах которого располагается выставочный зал и мастерские художников. Рядом — Александрийская пристань.
В 1983 году здесь открылась станция вашингтонского метро «Кинг-стрит», соединившая Алегзандрию с Вашингтоном.

### Роузмонт
Расположенный на западе от Старого города район, построенный в 1900—1920 годах — самый старый жилой район Алегзандрии в типично американском стиле. Первоначально спланированный как «трамвайный пригород», соединявшийся с Вашингтоном и Маунт-Верноном (поместье Джорджа Вашингтона) электрической железной дорогой, Роузмонт органично вписался в центр Алегзандрии. Главная достопримечательность здесь — холм Шатерз-Хилл, увенчанный Масонским национальным мемориалом Джорджа Вашингтона. Со смотровой площадки открывается вид на Алегзандрию и её окрестности. В музее есть несколько интересных исторических экспозиций.

### Берг
Построенный в 1945 году район к северу от Старого города преимущественно населён афроамериканской диаспорой. Местные достопримечательности — дом Самуэля Бланда, названный в честь афроамериканского певца и музыканта и Рыночная площадь, бывший невольничий рынок. Сейчас тут открыта еженедельная субботняя сельскохозяйственная ярмарка.

### Дель Рей
Расположенный на северо-западе от Старого города жилой район. Примечателен своим ежегодным уличным фестивалем в первую субботу октября, во время которого художники рисуют тысячи жителей и туристов города.

### Арландрия и Вест Энд
Районы, населённые преимущественно выходцами из азиатских и латиноамериканских стран.

### Норт Ридж
Жилой район на севере Алегзандрии, построенный в 1930—1960 годах
В городе обширная парковая зона, включающая в себя 70 парков и 30 мест отдыха. В парке Кэмерон-Ран находится аквапарк.
Прочие достопримечательности: Археологический музей, Карлайл-хаус (особняк XVIII века), краеведческий музей «Лицеум», музей-парк «Форт-Ворд», поместье Моунт-Вернон.

## Культура
- Вторая суббота июля — День рождения города. Кульминация праздника — концерт Алегзандрийского симфонического оркестра.

## Образование
Город обслуживается системой государственных школ города Алегзандрия и кампусом Алегзандрийского колледжа Северной Виргинии. Самая большая семинария в Епископальной церкви, Богословская Семинария Вирджинии, расположена на Семинари-роуд. Вашингтонско-Алегзандрийский архитектурный центр Virginia Tech, расположен на Принс-стрит в Старом городе и предлагает программы для выпускников по городским и планировочным вопросам, общественным и международным делам, архитектуре и ландшафту. Университет Содружества Вирджинии управляет отделением Школы социальной работы в Северной Вирджинии и Университетом Джорджа Вашингтона, также есть кампус возле метро King Street. Этот кампус в основном предлагает профессиональные программы для руководителей, градостроительства и безопасности.
В Алегзандрии есть несколько ведущих частных школ в Вашингтоне, округ Колумбия, таких как школа Св. Стефана и Св. Агнес, средняя школа епископа Иретона и епископальная средняя школа. Также в городе находятся Алегзандрийская сельская дневная школа, Академия Содружества, Базилика Св. Марии, Католическая школа Св. Риты, Школа святых причастий и Колледж глобального здравоохранения.
Система государственных школ Алегзандрии состоит из тринадцати начальных школ для детей от 5-летнего до 5-го класса. Средние школы Джорджа Вашингтона и Фрэнсиса С. Хаммонда служат 6-8-м классам. Центр девятого класса Минни Ховард и старшая школа ТС Уильямс обслуживают 9 и 10-12 классы соответственно для всего города.
Демография городских школ Алегзандрии контрастирует с демографией города. В 2008 году только 14 % учащихся средней школы имени Фрэнсиса С. Хаммонда были неиспаноязычными, по сравнению с 60 %, если смотреть на город в целом. 27 % были испаноязычного происхождения, а 48 % были чернокожими. Около 9 % школ были азиатского происхождения. В 2004 году 62 % школьников получали бесплатные обеды; к 2008 году это число сократилось до 56 %. В средней школе имени Джорджа Вашингтона 41 % учеников — неиспаноязычные, 34 % — латиноамериканцы и 21 % — черные; 2 % студентов были азиатами, а 52 % студентов получили бесплатный обед. Средняя школа Вильямса также следует этой тенденции; 23 % студентов были классифицированы как неиспаноязычные белые, 25 % как латиноамериканские, 44 % как черные и всего 7 % как азиаты. 47 % всех учащихся получали бесплатный обед.

## Города-побратимы
- Гюмри, Армения[5]
- Хельсингборг, Швеция
- Данди, Шотландия
- Кан, Франция